# Filtración por discos
La filtración por discos es un tipo de filtración usada principalmente en sistema de riego, similar a un filtro de pantalla excepto porque el cartucho del filtro está apilado como si fueran fichas de póquer. El filtro de disco es aquel en donde el cuerpo de filtrado tiene una forma general cilíndrica anular, con un canal de flujo cilíndrico central que se extiende axialmente a lo largo de la longitud de dicho cuerpo del filtro.
Tiene elementos anulares por los que pasa el líquido. Cada disco de filtro se forma con la alternancia de los grupos de ranuras que se extienden radialmente para definir conductos de filtrado circunferenciales entre los extremos de las ranuras. El agua pasa a través de las pequeñas ranuras y las impurezas se quedan atrapadas. La mayor o menor calidad de la filtración, definida como la mayor o menor cantidad y tamaño de las partículas que el elemento filtrante es capaz de retener, dependiendo de la geometría y tamaño de los canales, la longitud de estos y los puntos de intersección generados. Algunos tipos de filtros de discos pueden ser de toma retroactiva  de tal manera que los discos son capaces de separar y girar durante el ciclo de limpieza.